# Ludwigia ovalis
Ludwigia ovalis là một loài thực vật có hoa trong họ Anh thảo chiều. Loài này được Miq. mô tả khoa học đầu tiên năm 1867.

## Hình ảnh

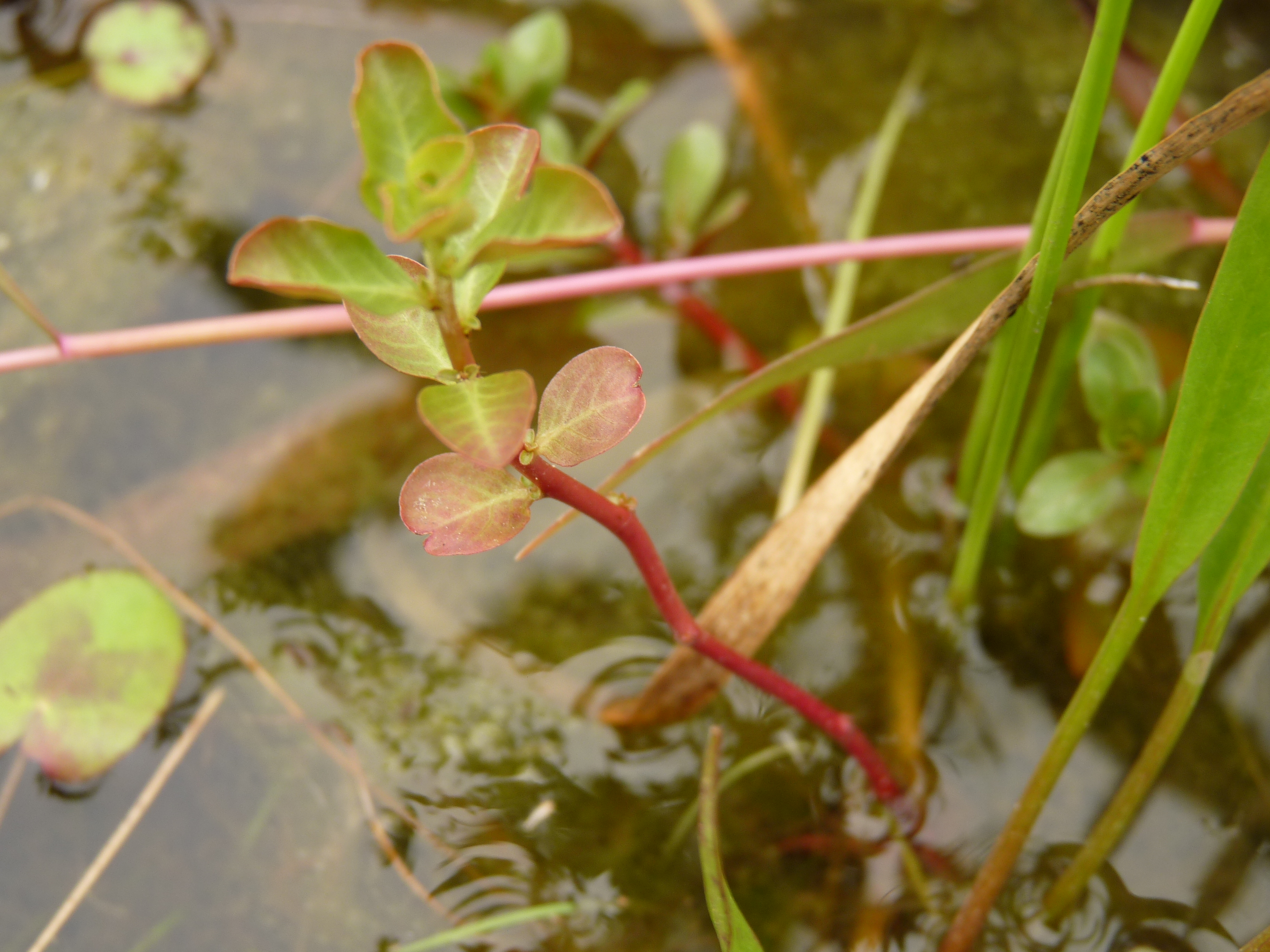